# Lista najwyższych budynków w Nashville
Nashville jest miastem we wschodniej części USA. Jest największym miastem stanu Tennessee, jednocześnie będąc jego stolicą. W roku 2022 posiadało 26 budynków przekraczających 100 metrów wysokości. Siedem takich budynków jest na etapie budowy, a także dziewięć kolejnych ma zatwierdzone projekty. 

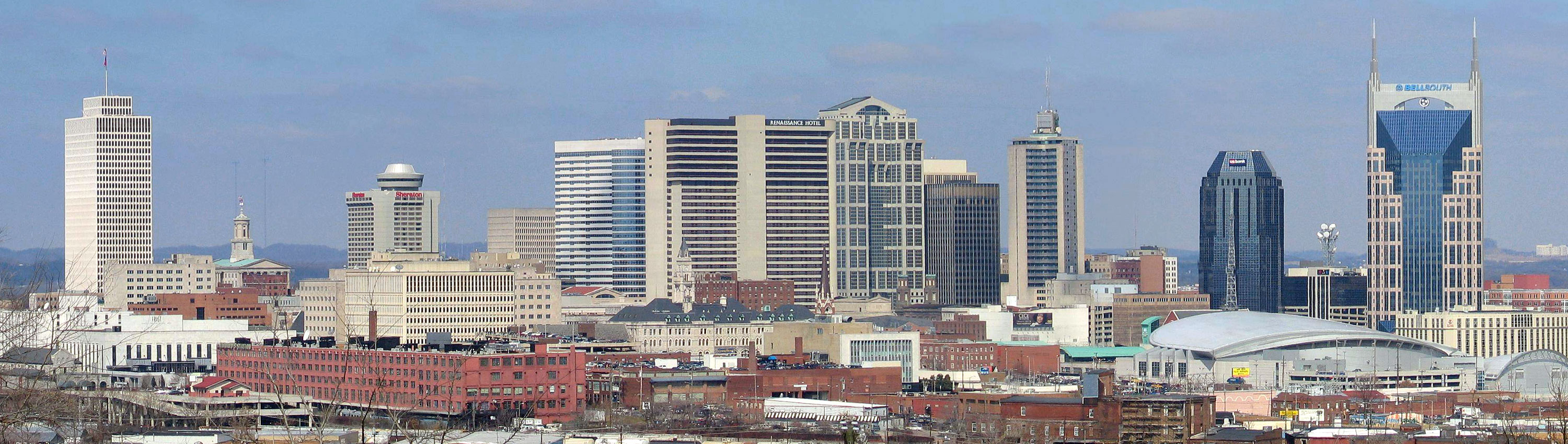
Panorama miasta

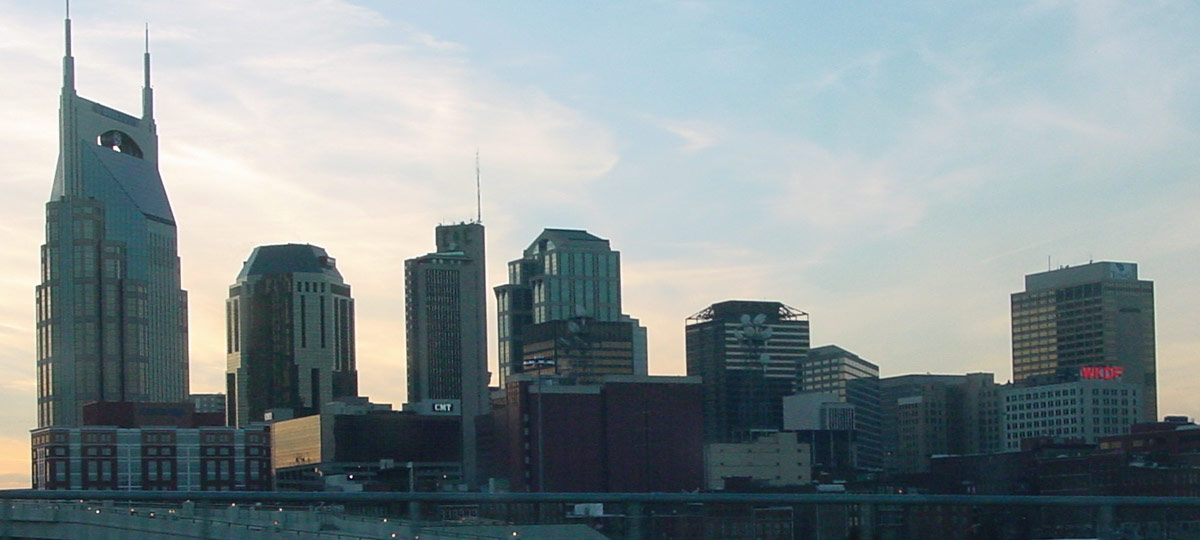
Centrum miasta

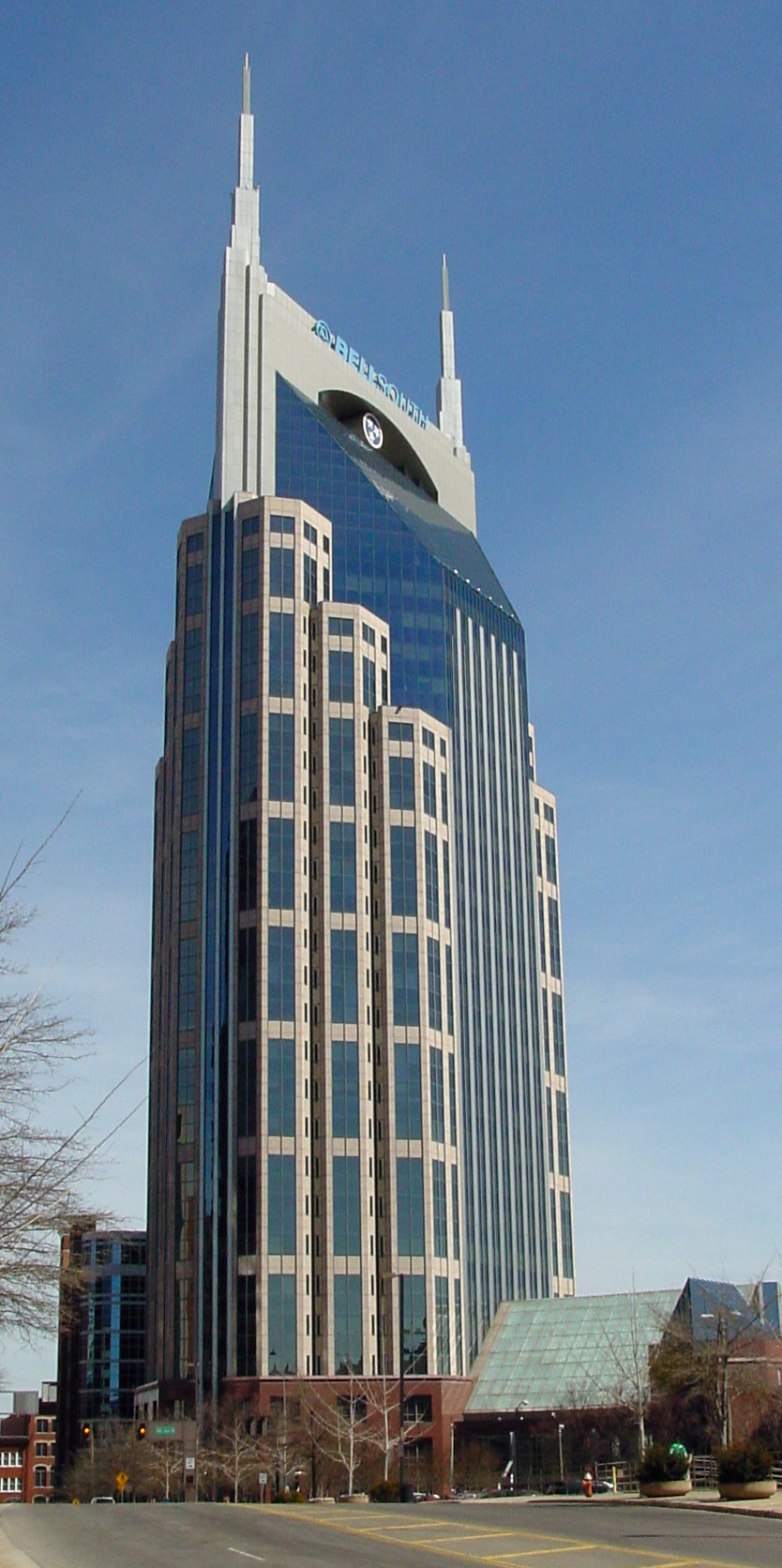
AT&T Building

## Lista budynków powyżej 100m
| Ranking | Budynek                              | Wysokość strukturalna | Liczba pięter | Rok budowy |
| ------- | ------------------------------------ | --------------------- | ------------- | ---------- |
| 1.      | AT&T Building                        | 188 m                 | 33            | 1994       |
| 2.      | Four Seasons Hotel and Residences    | 165 m                 | 40            | 2021       |
| 3.      | Paramount                            | 159 m                 | 46            | 2018       |
| 4.      | Bridgestone                          | 140 m                 | 30            | 2017       |
| 5.      | William R. Snodgrass Tennessee Tower | 138 m                 | 31            | 1970       |
| 6.      | Fifth Third Center                   | 130 m                 | 31            | 1986       |
| 7.      | The Place at Fifth                   | 132 m                 | 34            | 2019       |
| 8.      | The Pinnacle at Symphony Place       | 132 m                 | 29            | 2010       |
| 9.      | Amazon Tower 2                       | 128 m                 | 28            | 2022       |
| 10.     | Nashville Life & Casualty Tower      | 125 m                 | 30            | 1957       |
| 11.     | Conrad Hotel and Residences          | 124 m                 | 35            | 2021       |
| 12.     | Nashville City Center                | 123 m                 | 27            | 1988       |
| 13.     | James K. Polk State Office Building  | 119 m                 | 24            | 1981       |
| 14.     | JW Marriott Nashville                | 118 m                 | 24            | 2018       |
| 15.     | Renaissance Nashville Hotel          | 117 m                 | 35            | 1983       |
| 16.     | Embassy Suites                       | 117 m                 | 30            | 2021       |
| 17.     | Viridian                             | 115 m                 | 31            | 2006       |
| 18.     | 805 Lea                              | 110 m                 | 30            | 2021       |
| 19.     | One Nashville Place                  | 109 m                 | 25            | 1985       |
| 20.     | One22One Tower                       | 109 m                 | 28            | 2022       |
| 21.     | AmSouth Building                     | 108 m                 | 28            | 1974       |
| 22.     | The SoBro                            | 105 m                 | 33            | 2016       |
| 23.     | 1200 Broadway                        | 105 m                 | 27            | 2019       |
| 24.     | Amazon Tower I                       | 105 m                 | 21            | 2020       |
| 25.     | Westin Hotel                         | 103 m                 | 27            | 2016       |
| 26.     | 501 Commerce                         | 101 m                 | 26            | 2020       |